# محمد حسن مولازاده شکوی
محمد حسن مولازاده شکوی (ترکی آذربایجانی: Mövlazadə Məhəmməd Həsən Ismayıl oğlu Şəkəvi, محمد مولازاده حسن اسماعیل اوغلۇ شکوی؛ ۱۸۵۴ – ۱۹۳۲ (۷۷−۷۸ سال)) مترجم و ششمین شیخ‌السلام قفقاز بود.